# Бейдинга
Бейдинга (якут. Бэйдиҥэ) — село в Усть-Алданском улусе Республики Саха (Якутия) России. Административный центр Ольтёхского наслега.

## География
Село находится в центральной части Якутии, в пределах Центральноякутской равнины, на северном берегу озера Бейдинга, на расстоянии примерно 33 км (по прямой) к юго-западу от села Борогонцы, административного центра улуса. Абсолютная высота — 165 м над уровнем моря.
Климат
Климат характеризуется как резко континентальный. Средняя температура воздуха самого тёплого месяца (июля) составляет 18,7 °C; самого холодного (января) — −42,6 °C. Среднегодовое количество атмосферных осадков составляет 234 мм. Основное количество осадков выпадает в период с апреля по октябрь. Снежный покров держится в течение 225—250 дней в году.
Часовой пояс
Село Бейдинга находится в часовой зоне МСК+6. Смещение применяемого времени относительно UTC составляет +9:00.

## Население
| 2002 | 2010 | 2021 |
| ---- | ---- | ---- |
| 632  | ↗686 | ↘631 |

Половой состав
По данным Всероссийской переписи населения 2010 года, в гендерной структуре населения мужчины составляли 48,4 %, женщины — соответственно 51,6 %.
Национальный состав
Согласно результатам переписи 2002 года, в национальной структуре населения якуты составляли 99 %.

## Улицы
| - ул. 40 лет Победы, - ул. Данилова, - ул. Лесная, | - ул. М.Н. Пестрякова, - ул. Мичурина И.В., - ул. Озёрная, | - ул. Победы, - ул. Центральная, - ул. Шестаковой В.А. |

## Известные уроженцы
- Сивцев, Иван Николаевич (род. 1958) — советский и российский спортсмен и тренер по вольной борьбе.